# La Constancia
La Constancia, auch als Constancia bezeichnet, ist eine Ortschaft im Westen Uruguays. 

## Geographie
Sie befindet sich im 12. Sektor des Departamento Paysandú jeweils einige Kilometer nordöstlich von Nuevo Paysandú und Paysandú bzw. südwestlich der Ortschaft Lorenzo Geyres.

## Einwohner
Die Einwohnerzahl von La Constancia betrug bei der letzten Volkszählung 227 (Stand 2004).
| Jahr | Einwohner |
| ---- | --------- |
| 1996 | -         |
| 2004 | 227       |

Quelle: Instituto Nacional de Estadística de Uruguay